# Arnsdorf (Vierkirchen)
Arnsdorf is een plaats in de Duitse gemeente Vierkirchen (Oberlausitz), deelstaat Saksen, en telt 494 inwoners (2003).